# 海東郡
海東郡為過去位於日本愛知縣西部的郡，已於1913年與海西郡合併為海部郡。
在1878年實施郡區町村編制法時的轄區包括現在的名古屋市中川區、港區的西半部地區、津島市的全部地區、愛西市的東部部分地區、清須市的南部部分地區、彌富市的東北部小部分地區、海部市的全部地區、大治町的全部地區、蟹江町的全部地區。

## 歷史
海東郡過去在令制國時代最初屬於尾張國海部郡，大約在11世紀時，海部郡以當時的善太川位置被分割為海東郡和海西郡。
17世紀進入江戶時代後，大部分區域都成為尾張藩的領地，另有小部分區域屬於尾張藩御附家老成瀨氏犬山藩和竹腰氏今尾藩的領地；19世紀末明治維新實施廢藩置縣後，原屬各藩的區域分別改隸屬名古屋縣、今尾縣、犬山縣，在1872年的第一次府縣整併後全部區域隸屬新整併的名古屋縣，而名古屋縣在四個月後更名為愛知縣。
1878年愛知縣實施郡區町村編製法時，正式設置近代的行政區劃「海東郡」，並在津島村（位於現在的津島市）設置「海東海西郡役所」，同時也負責管理海西郡。

### 沿革

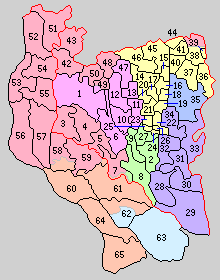
1889年海東郡轄下的行政區劃：
1.津島町、2.蟹江町、3.佐依木村、4.八幡村、5.大井村、6.神島田村、7.千秋村、8.新蟹江村、9.西之森村、10.百高村、11.益和村、12.越治村、13.神守村、14.篠田村、15.沖之島村、16.遠島村、17.安松村、18.秋竹村、19.桂村、20.下田村、21.川部村、22.伊福村、23.鷹居村、24.德實村、25.鯰橋村、26.下之森村、27.須成村、28.福屋村、29.茶屋村、30.福田村、31.豐治村、32.戶田村、33.萬須田村、34.赤星村、35.大治村、36.萱津村、37.甚目寺村、38.白鷹村、39.東今宿村、40.新居屋村、41.春富村、42.草場村、43.川淵村、44.森村、45.正則村、46.金賀木村、47.野間村、48.勝幡村、49.諸古村、50.藤浪村
（紫色：現屬名古屋市、桃色：現屬津島市、左方紅色：現屬愛西市、右方紅色：現屬清須市、黄色：現屬海部市、綠色：現屬蟹江町、青色：至今未曾參與合併、51 - 65屬於海西郡）

- 1889年10月1日：實施町村制，海東郡下設：津島町、蟹江町、佐依木村（日语：佐依木村）、八幡村（日语：八幡村 (愛知県海東郡)）、大井村、神島田村、千秋村（日语：千秋村 (愛知県海東郡)）、新蟹江村（日语：新蟹江村）、西之森村、百高村（日语：百高村）、益和村（日语：益和村）、越治村（日语：越治村）、神守村（日语：神守村）、篠田村（日语：篠田村）、沖之島村、遠島村、安松村、秋竹村、桂村、下田村、川部村、伊福村（日语：伊福村 (愛知県)）、鷹居村、德實村、鯰橋村、下之森村、須成村、福屋村（日语：福屋村）、茶屋村（日语：茶屋村）、福田村（日语：福田村 (愛知県)）、豐治村（日语：豊治村）、戶田村（日语：戸田村 (愛知県)）、萬須田村（日语：万須田村）、赤星村（日语：赤星村）、大治村、萱津村（日语：萱津村）、甚目寺村、白鷹村（日语：白鷹村 (愛知県)）、東今宿村（日语：東今宿村）、新居屋村（日语：新居屋村）、春富村（日语：春富村 (愛知県)）、草場村（日语：草場村 (愛知県)）、川淵村（日语：川淵村）、森村、正則村（日语：正則村）、金賀木村（日语：蜂須賀村）、野間村（日语：野間村 (愛知県)）、勝幡村（日语：勝幡村）、諸古村（日语：諸古村）、藤浪村（日语：藤浪村）。（2町48村）
- 1890年10月1日：（2町39村）
  - 安松村、遠島村、沖之島村合併為寶村（日语：宝村 (愛知県)）。
  - 秋竹村、桂村、川部村、下田村合併為井和村（日语：井和村）。
  - 伊福村、鷹居村、下之森村、德實村、鯰橋村合併為新設立的伊福村（日语：伊福村 (愛知県)）。
- 1890年12月17日：金賀木村更名為蜂須賀村（日语：蜂須賀村）。
- 1891年4月1日：實施郡制（日语：郡制）。[4]
- 1906年7月1日：（2町10村）
  - 寶村、井和村、伊福村合併為七寶村。[5]
  - 正則村、蜂須賀村、篠田村合併為美和村。[5]
  - 甚目寺村、萱津村、森村、春富村、新居屋村、東今宿村、白鷹村合併為新設立的甚目寺村。[5]
  - 蟹江町、西之森村、須成村、新蟹江村合併為新設立的蟹江町。[6]
  - 千秋村、大井村、神島田村合併為永和村（日语：永和村）。
  - 百高村、益和村、神守村、越治村、野間村合併為新設立的神守村（日语：神守村）。
  - 諸古村、藤浪村、草場村、勝幡村、川淵村合併為佐織村（日语：佐織町）。
  - 佐依木村、八幡村合併為佐屋村（日语：佐屋町）。
  - 萬須田村、赤星村、戶田村、豐治村合併為富田村（日语：富田町 (愛知県)）。
  - 福田村、茶屋村、福屋村合併為南陽村（日语：南陽町）。[7]
- 1910年10月1日：甚目寺村的廻間地區被併入西春日井郡清洲町（日语：清洲町）。[5]
- 1913年7月1日：海東郡和海西郡合併為海部郡。[7]